# National University of Singapore
Die National University of Singapore ist eine Universität in Singapur. Im Jahre 1905 gegründet, ist sie die älteste Universität des Landes und gemessen an der Studierendenzahl und am Studienangebot die größte Singapurs.
Sie gilt als eine der renommiertesten Universitäten der Welt. Das QS World University Ranking 2019 und das Times Higher Education World University Ranking 2018–19 weisen sie jeweils als beste bzw. zweitbeste Universität Asiens bzw. elfte und dreiundzwanzigste weltweit aus.
Die Universität gehört den Hochschulverbünden Universitas 21 und der International Alliance of Research Universities an.
Es ist auch ganz in der Nähe des National University Hospital, wo es einen öffentlichen Zugang für Krankenhausbesucher gibt.

## Geschichte

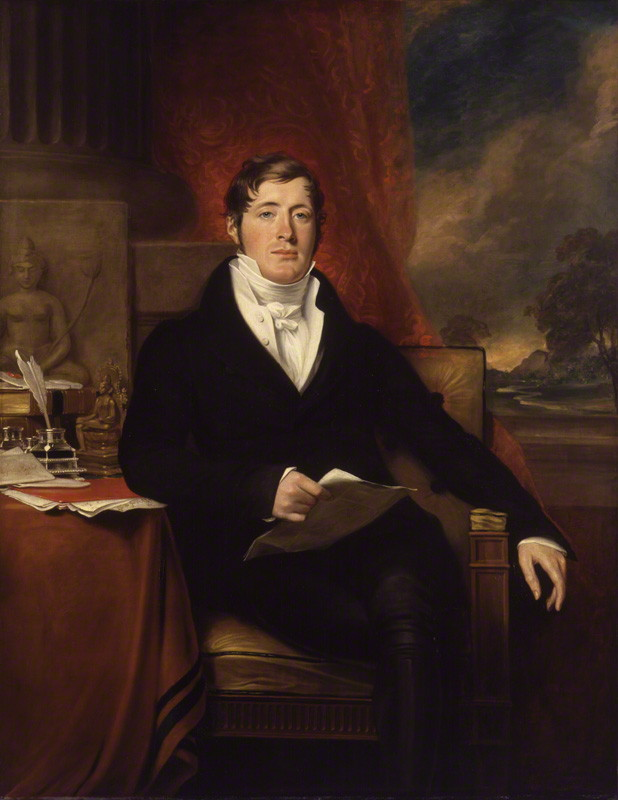
Sir Thomas Stamford Raffles als Namenspatron des Raffles College.

Im Jahre 1823 schlug der britische Forscher und Gründer Singapurs Sir Thomas Stamford Raffles die Errichtung eines Colleges vor, welches sowohl Forschung als auch Lehre betreiben sollte. Eine Petition von Tan Jiak Kim und nicht-europäischen Einwohnern Singapurs an den Gouverneur Sir John Anderson griff die ursprüngliche Idee Raffles auf. Daraufhin wurde die Vorläuferin der heutigen National University of Singapore 1905 als Medizinhochschule gegründet.
Im Jahre 1928 erhielt die einstige Medizinhochschule durch das Raffles College eine institutionelle Ergänzung nach britischem Vorbild, welche das Studienangebot um die Geisteswissenschaften erweiterte. Während des Zweiten Weltkrieges wurde die Universität von japanischen Forschern besetzt. Im Jahr 1949 fand eine Eingliederung in die malayische Staatsuniversität statt. Unabhängigkeitsbestrebungen Singapurs ließen die Universität 1960 wieder autonom werden – noch vor der formellen Unabhängigkeit Singapurs von Malaysia 1965.
In den 1980ern fand die Universität durch Zusammenlegung mit der singapurischen Universität Nanyang zur Nationaluniversität ihre heutige Form. Infolge der Zusammenlegung beider singapurischen Universitäten wurde die englische Sprache als Lehr- und Forschungssprache etabliert, während Kultur- und Sprachwissenschaften fakultativ in Hochchinesisch, Malaiisch oder Tamil – den drei weiteren Amtssprachen Singapurs – stattfinden.
Am 19. April 2019 ereignete sich an dieser Universität ein Vorfall sexuellen Fehlverhaltens, bei dem die Studentin einen männlichen Studenten filmte. Der Angeklagte wurde von der Universität suspendiert und von der Polizei unter Auflagen verwarnt. Bildungsminister Ong Ye Kung erklärte, dass solche Strafen unzureichend seien, und forderte die Universitäten auf, die Richtlinien zu überprüfen. Er fügte hinzu, dass auch andere Universitäten die Sicherheit verschärfen. Die Sicherheit des Badezimmers wird durch überdachte Eingänge und mehr Sicherheitspersonal erhöht. Am 10. Juni 2019 gab das Komitee noch strengere Strafen frei und richtete eine Opferversorgungseinheit ein.

## Campus und Organisation

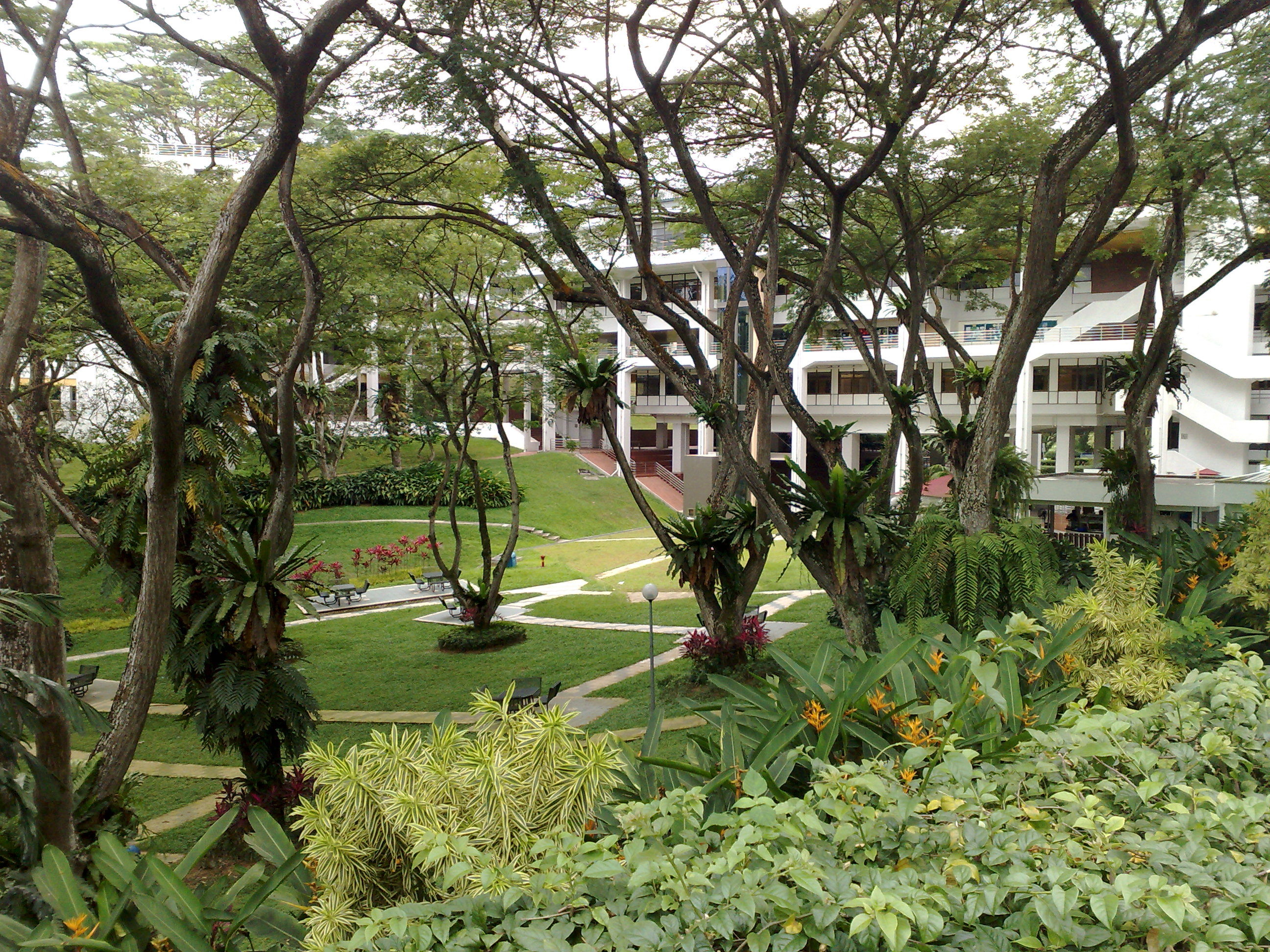
Der Campus bei Kent Ridge.

Das Studienjahr an der National University of Singapore ist in Semester unterteilt. Traditionell ist die Lehre angelehnt an das britische System kleiner Lerngruppen und das US-amerikanischen System von creditpoints in modularisierten Seminaren und Vorlesungen. Die Universität hat 16 Fakultäten, die als schools bezeichnet werden, einschließlich eines Konservatoriums, diese schließen ein:
- NUS Arts and Social Sciences
- NUS Business School
- NUS School of Computing
- NUS Dentistry
- NUS Design and Environment
- Duke-NUS Medical School
- NUS School of Engineering
- NUS Graduate School for Integrative Sciences and Engineering
- NUS Faculty of Law
- Yong Loo Lin School of Medicine
- Yong Siew Toh Conservatory of Music
- Yale-NUS College

Das Yong Siew Toh Conservatory of Music (YSTCM) ist eine Kooperation zwischen NUS und dem Peabody Institute der Johns Hopkins University. Das erste Musikkonservatorium Singapurs, YSTCM, wurde 2001 als Singapore Conservatory of Music gegründet. Die Schule wurde in Yong Siew Toh Conservatory of Music umbenannt, als Anerkennung für ein Geschenk der Familie des verstorbenen Dr. Yong Loo Lin in Erinnerung an seine Tochter.
Der Hauptcampus der National University of Singapore befindet sich im Südwesten Singapurs unweit von Kent Ridge und umfasst eine Fläche von über 150 Hektar. Der Bukit Timah Campus beherbergt die Faculty of Law, die Lee Kuan Yew School of Public Policy und zahlreiche Forschungseinrichtungen, während die Duke-NUS Medical School Singapore am Outram Campus liegt.

Außerhalb von Singapur unterhält die Universität Niederlassungen in Shanghai, Peking, Israel, Indien, Stockholm und im kalifornischen Palo Alto. Seit 2008 gehört die National University of Singapore dem renommierten CEMS-Programm an und war zusammen mit der University of Sydney eine der ersten Partneruniversitäten außerhalb Europas. 2013 wurde im Rahmen einer Kooperation mit der US-amerikanischen Yale University das Yale NUS College in Singapur eröffnet, welches sich auf Liberal Arts spezialisiert. Seit 2017 gibt es auch eine Kooperation mit dem Deutschen Institut für Japanstudien der Max Weber Stiftung; beide unterhalten gemeinsam Forschungsgruppen und arbeiten in Projekten, mit einem Schwerpunkt zu Infrastrukturen Asiens.

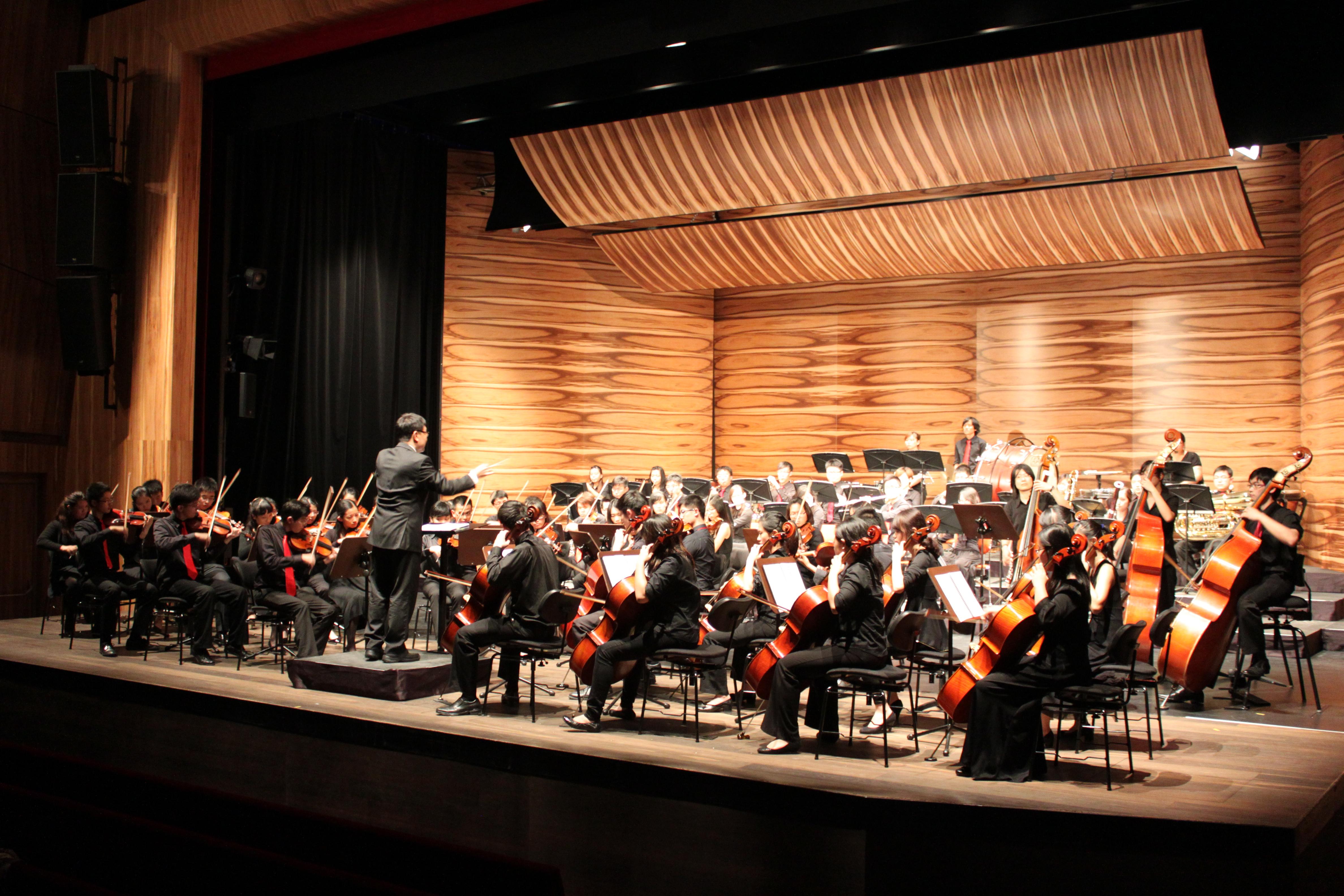
Das Symphonieorchester der National University of Singapore in Wien (2013).

## Unterkunft
NUS hat auch 7 Wohnhäuser (Eusoff, Kent Ridge, König Edward VII., Raffles, Sheares, Temasek, Prince George’s Park). Es hat auch Residenzen in Kent Ridge View und Graduate.

### NUS University Town
Die NUS University Town (UTown) wurde im August 2011 eröffnet. Sie befindet sich gegenüber dem NUS Kent Ridge Campus und wurde an der Stelle eines ehemaligen Golfplatzes errichtet. Hier arbeiten, leben und lernen 2.400 Studenten, 1.700 Studenten und 1.000 Forscher in unmittelbarer Nähe. Es gibt vier Wohnhochschulen: das Cinnamon College, das Tembusu College, das College of Alice & Peter Tan und das Residential College 4 – ursprünglich Cinnamon, Tembusu, Angsana und Khaya genannt. Ein Education Resource Center, ein Stephen Riady Center und ein Graduate Residence befinden sich ebenfalls hier.
Das Ridge View Residential College (RVRC) wurde im April 2014 offiziell gegründet und befindet sich in den ehemaligen Ridge View Residences. Es ist das einzige Wohn-College außerhalb der Universitätsstadt. Die niedrigen miteinander verbundenen Gebäude befinden sich vor dem Hintergrund des Kent Ridge Forest und sind optisch durch ihre mit Ziegeln verkleideten Außenseiten, offenen Innenhöfe und historischen Bäume gekennzeichnet. Das Gelände war bis November 2002 der ehemalige Standort von Kent Ridge Hall. Als sich das College-Programm schrittweise weiterentwickelte und die Studentengemeinschaft wuchs, begannen im November 2015 die Bauarbeiten für ein neues Gebäude, das den Bedürfnissen des Colleges entsprach. Das neue Nebengebäude wurde im März 2017 eröffnet.

## Computer Centre
Die IT-Einrichtungen und das Netzwerk werden in der Regel von der zentralen IT-Abteilung Computer Center bereitgestellt. NUSNET wird in Forschung, Lehre, Lernen und Verwaltung eingesetzt. Im Jahr 2004 wurde ein campusweites Grid-Computing-Netzwerk auf Basis von UD Grid MP eingerichtet, das mindestens 1.000 Computer miteinander verband. Dies wird eine der größten derartigen virtuellen Supercomputer-Einrichtungen in der Region.
NUS nutzte die Internet2-Technologie, um Fernunterricht zu ermöglichen. Studenten aus Singapur und dem Massachusetts Institute of Technology konnten in einem virtuellen Klassenzimmer lernen und interagieren.

## Bibliotheken
Die NUS-Bibliotheken umfassen acht Bibliotheken: die Zentralbibliothek, die chinesische Bibliothek, die CJ Koh Law Library, die Hon Sui Sen Memorial Library, die Medical Library, die Music Library, die Science Library und die East Asian Institute Library. Zu den Hauptkunden zählen NUS- und NUS-angeschlossene Forschungsinstitute, Studenten, Lehrkräfte, Forschungs- und Verwaltungsmitarbeiter sowie eine große Gruppe externer Mitglieder. Die Sammlung umfasst Themen aus den Bereichen Architektur, Bauwesen und Immobilien, Wirtschaft, Zahnmedizin, Ingenieurwesen, Informatik, Geistes- und Sozialwissenschaften, Recht, Medizin, Musik, Krankenpflege und Naturwissenschaften. Ab Juni 2017 gibt es 2.354.741 eindeutige Titel und 26.074 Mikroformressourcen in der Sammlung.

## Verkehr
Es gibt mehrere interne Shuttlebusse, die in der gesamten NUS verkehren: A1, A2, D1, D2, B1, B2, C, BTC1, BTC2, A1E, A2E und AV1. Es gibt auch Pläne, die NUS-Einschienenbahn in den 2000er Jahren zu haben, aber die Idee wurde verworfen. Der Kent Ridge Campus kann mit einem Shuttlebus von der MRT-Station Kent Ridge (CC24) erreicht werden. Der Bukit Timah Campus befindet sich in der Nähe der MRT-Station Botanic Gardens (CC19/DT9).